# Слобідський Серафим Олексійович
Серафим Олексійович Слобідськи́й (11 вересня 1912, с. Чернцовка, Пензенська губернія — 5 листопада 1971, с. Наяк, штат Нью-Йорк, США) — протоієрей Російської православної церкви закордоном (РПЦЗ), іконописець, автор відомого підручника «Закон Божий».
Народився 11 вересня 1912 року в селі Чернцовка під Пензою. Його батько був настоятелем церкви Архістратига Михаїла у цьому селі. З дитинства Серафим мав хист до малювання, проте як дитина священника (т. зв. «позбавленець») не міг отримати повноцінної художньої освіти. Після закінчення школи, намагаючись здобути художню освіту, він переїжджає до своєї тітки до Москви, проте і там не досягає бажаної мети: він зміг влаштуватися лише на вечірні курси «заохочення мистецтв», де навчався живопису. Працював креслярем, художником-декоратором.
Після початку німецько-радянської війни у 1941 році був мобілізований до Червоної армії, потрапив у батальйон, сформований з таких же як він «позбавленців», яких послали на фронт погано озброєними та не навченими воювати. У 1942 році потрапив у полон. Там він вижив завдяки своїм талантам художника: комендант табору створив власну «художню майстерню», відібравши туди військовополоненних, які вміли малювати, та створивши для них які-неякі умови для «творчості». Користуючись цими послабленнями, а також тим, що цей табір знаходився під Каунасом, Серафим міг іноді відвідувати православний храм. Згодом опинився у Німеччині, де і зустрів закінчення війни. Розуміючи що, зважаючи на походження та на перебування у полоні, він не уникне репресій у СРСР, вирішує не повертатися на батьківщину та залишається у Мюнхені.
У 1949 році одружився з дочкою князя Олексія Лопухіна Оленою. Згодом у них народилися дочка Тетяна і син Олексій.
11 березня 1951 року Серафим Олексійович був висвячений у сан диякона, а 22 квітня того ж року його звели в сан священника (в юрисдикції РПЦЗ). З 22 квітня 1951 року по 12 січня 1952 року служив в Мюнхенському Миколаївському кафедральному храмі помічником настоятеля.
У 1952 році отець Серафим перебрався до США. Його було призначено помічником настоятеля в церкву Святих отців семи Вселенських Соборів в Манхеттені (Нью-Йорк). 1 червня 1953 року був призначений настоятелем в Свято-Покровську парафію в селищі Наяк поблизу Нью-Йорка. Храму у парафії на тей час не було, служили в орендованих приміщеннях. У 1956-1957 роках була зведена церква, про яку він мріяв ще з часів німецького полону та у будівництві якої він брав безпосередню участь. При храмі о. Серафим створив зразкову парафіяльну школу.
3 жовтня 1963 року возведений у сан протоієрея.
Був духовним керівником православного дитячого скаутського літнього табору.
В останні роки життя страждав хворобою серця. Помер 5 листопада 1971 року. Відспівування отця Серафима в Покровському храмі, що тривало чотири години, звершив, не зважаючи на тяжку хворобу, архієпископ Сіракузський Аверкій (Таушев) у співслужінні вісімнадцяти священиків. Похований о. Серафим на кладовищі Успенського жіночого Ново-Дівеєвського монастиря в Нанюеті (Нью-Йорк).

### Книга «Закон Божий»
Широко відомим о. Серафим став завдяки своїй книзі «Закон Божий: Підручник для сім'ї та школи», написання якої було завершене в 1957 році. За цю працю він був позачергово нагороджений камилавкою і золотим хрестом. В книзі розкриваються основні християнські поняття, пояснюються молитви, заповіді, Таїнства, коротко викладена історія Старого і Нового Завітів, дається уявлення про богослужіння Православної Церкви. Ця книга досі є найпопулярнішим підручником для недільних шкіл та семінарій РПЦ та ПЦА. У 2003 році в УПЦ КП під редакцією патріарха Філарета (Денисенка) було здійснено переклад «Закону Божого» на українську мову.
Видання «Закону Божого»:
- Закон Божий: Підручник для сім'ї та школи / Протоієрей Серафим Слобідський. — К.: Видавничий відділ УПЦ КП, 2005. — 655 с. ISBN 966-7567-11-7
- Закон Божий: Руководство для семьи и школы / Протоиерей Серафим Слободской. — Краматорск: ЗАО «Тираж-51», 2003. — 736 с. ISBN 966-302-423-2